# الخطوط الجوية الأوغندية
الخطوط الجوية الأوغندية هي شركة طيران والناقل الوطني في أوغندا، وتتخذ من مطار إنتيبي الدولي في العاصمة كامبالا مركزاً لعملياتها.

## تاريخ
بعد الحصول على جميع التراخيص اللازمة، بدأت الشركة عملياتها رسمياً في غشت 2019، عبر إطلاق رحلات جوية تجارية إلى نيروبي، مقديشو، دار السلام، جوبا، كيليمانجارو، مومباسا، بوجومبورا.

## الأسطول
| الطائرات                 | في الخدمة |
| ------------------------ | --------- |
| بومباردييه سي آر جيه 900 | 4         |
| إيرباص إيه 800-330       | 2         |